# 禅堂镇
禅堂乡，是中华人民共和国安徽省宿州市灵璧县下辖的一个乡镇级行政单位。

## 行政区划
禅堂乡下辖以下地区：
禅堂村、河北村、黄桥村、司庙村、双李村、八一村、郭海村、李闫村、张宋村、大吴村、凤河村、小潘村、三周村和王莽村。